# Teucholabis (Teucholabis) stadelmanni
Teucholabis (Teucholabis) stadelmanni is een tweevleugelige uit de familie steltmuggen (Limoniidae). De soort komt voor in het Neotropisch gebied.